# Rubus simplex
Rubus simplex là loài thực vật có hoa trong họ Hoa hồng. Loài này được Focke miêu tả khoa học đầu tiên năm 1890.